# Football Club Baník Ostrava 2001-2002
Questa voce raccoglie le informazioni riguardanti il Football Club Baník Ostrava nelle competizioni ufficiali della stagione 2001-2002.

## Avvenimenti
Nella prima parte della stagione è protagonista l'attaccante ceco Milan Baroš che realizza 11 reti giocando 15 partite di campionato prima di passare agli inglesi del Liverpool a gennaio per 5,4 milioni di euro. A fine stagione sarà il miglior marcatore della squadra, quarto nella classifica marcatori del campionato.

## Rosa
| N. |                       | Ruolo | Calciatore     |
| -- | --------------------- | ----- | -------------- |
| 16 | Rep. Ceca (bandiera)  | P     | Jan Laštůvka   |
| 22 | Rep. Ceca (bandiera)  | P     | Martin Raška   |
| 1  | Slovacchia (bandiera) | P     | Kamil Susko    |
| 3  | Slovacchia (bandiera) | D     | Petr Drozd     |
| 5  | Rep. Ceca (bandiera)  | D     | René Bolf      |
| 6  | Rep. Ceca (bandiera)  | D     | David Bystroň  |
| 17 | Rep. Ceca (bandiera)  | D     | Zdeněk Pospěch |
| 18 | Rep. Ceca (bandiera)  | D     | Josef Dvorník  |
| 2  | Rep. Ceca (bandiera)  | D     | Petr Veselý    |
| 15 | Rep. Ceca (bandiera)  | D     | Robert Caha    |

| N. |                       | Ruolo | Calciatore         |
| -- | --------------------- | ----- | ------------------ |
| 12 | Rep. Ceca (bandiera)  | C     | Rostislav Kisa     |
| 14 | Rep. Ceca (bandiera)  | C     | Martin Svitak      |
| 11 | Rep. Ceca (bandiera)  | C     | Lubomir Kubica     |
| 13 | Rep. Ceca (bandiera)  | C     | Bronislav Cervenka |
| 4  | Rep. Ceca (bandiera)  | C     | Martin Lukeš       |
| 19 | Rep. Ceca (bandiera)  | A     | Aleš Besta         |
| 20 | Slovacchia (bandiera) | A     | Martin Prohászka   |
| 21 | Rep. Ceca (bandiera)  | A     | Miroslav Matušovič |
| 25 | Rep. Ceca (bandiera)  | A     | Václav Svěrkoš     |
| 26 | Rep. Ceca (bandiera)  | A     | Libor Žůrek        |